# Concórdio de Ravena
Concórdio de Ravena (em latim: Concordius) é um santo e mártir do século IV, listado no Martirológio Romano para ser celebrado em 16 de dezembro, sobre o qual nada mais sabemos.